# ルイーズ・ブルジョワ

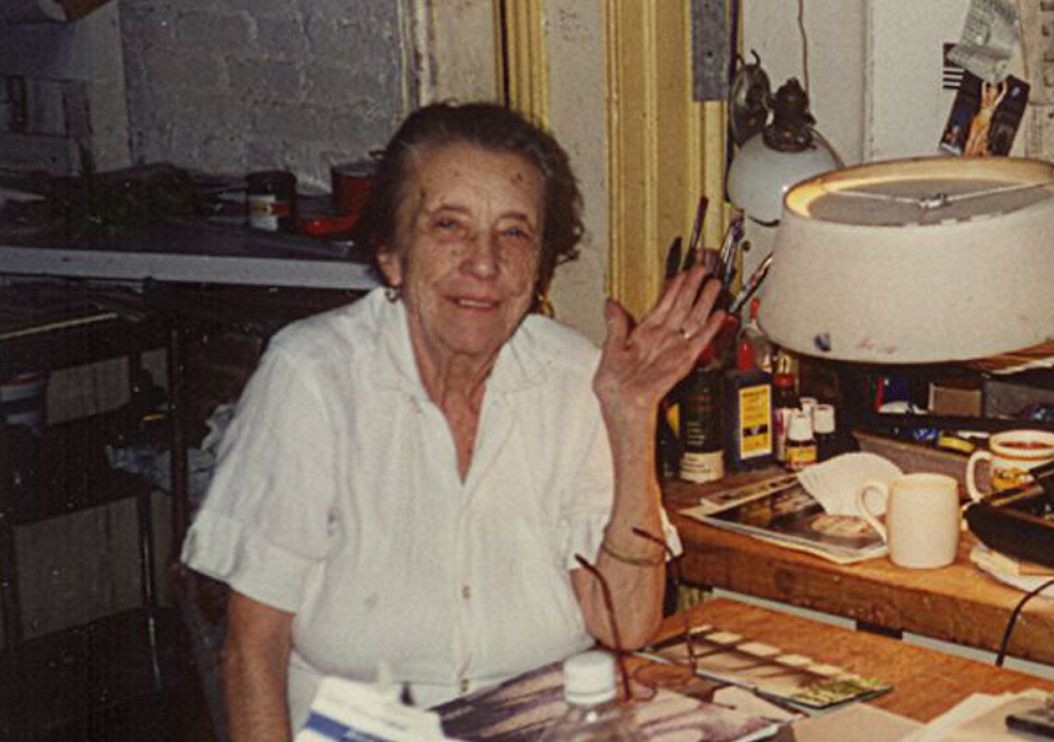
Louise Bourgeois

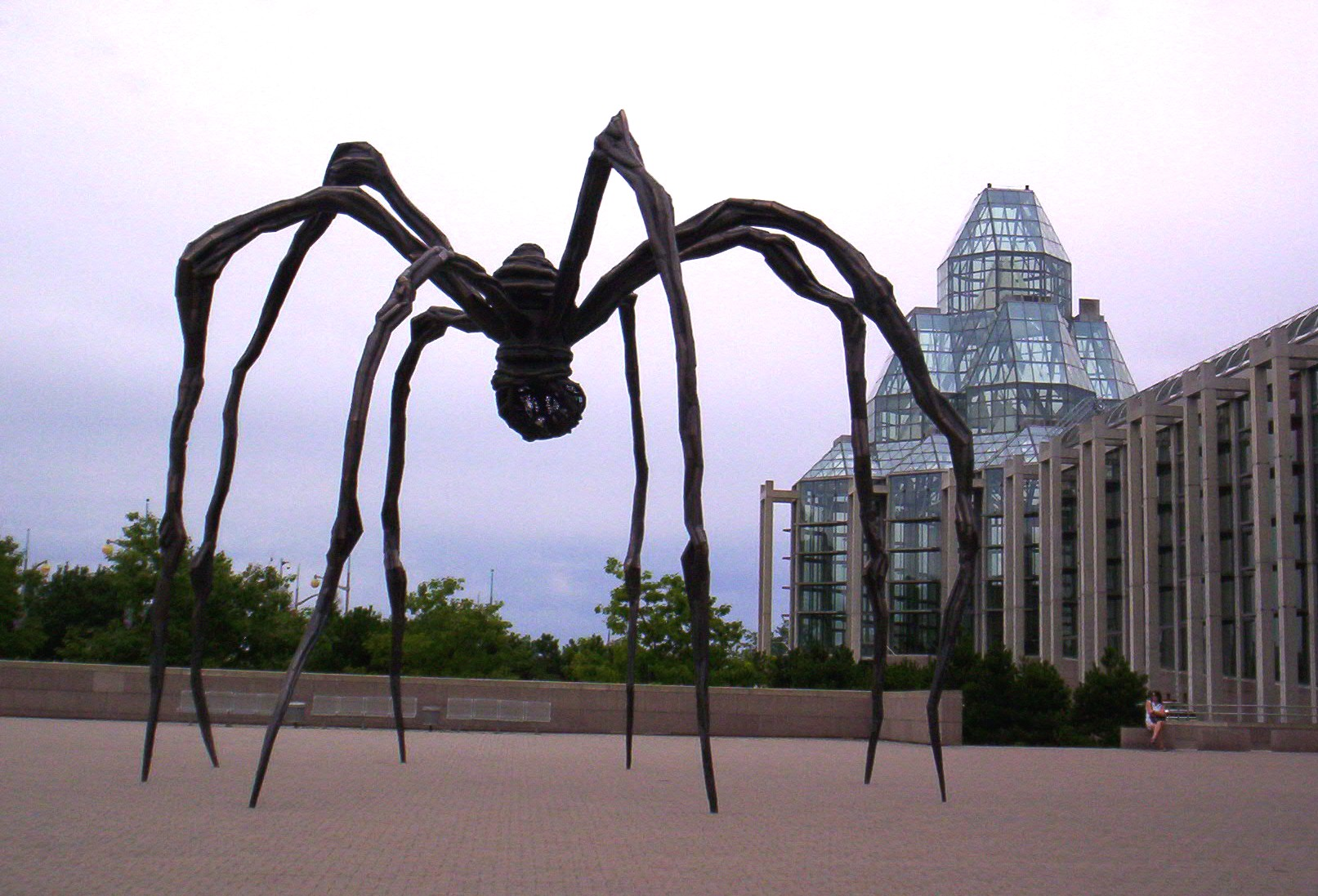
ブルジョワによるMaman。約9メートルの高さがある蜘蛛。カナダ国立美術館の外で撮影された。

ルイーズ・ブルジョワ（Louise Bourgeois, 1911年12月25日 - 2010年5月31日）は、フランス・パリ出身のアメリカ合衆国のインスタレーションアートの彫刻家であり、画家、版画家である。

## 略歴
パリの郊外でタペストリーの修理をする工房を経営する家庭で育つ。
ソルボンヌ大学で数学を学んだが美術の道を志し、エコール・デ・ボザールを含むいくつかの美術学校で学び、フェルナン・レジェのアシスタントとなる。1938年に、アメリカ人の美術史家ロバート・ゴールドウォーター（1907-1973）と結婚し、ニューヨークに移住した。
自身の少女時代からインスピレーションを受けたフェミニズム・アート作品が多い。
1982年、ブルジョワが72歳のときにニューヨーク近代美術館で個展が行われ、再評価されるようになった。
1990年代からは、巨大な蜘蛛を象ったブロンズ像ママンを制作。この像には色々なバージョンがあり、ニューヨークのグッゲンハイム美術館、オタワのカナダ国立美術館、ビルバオのビルバオ・グッゲンハイム美術館、ロンドンのテート・モダン、サンクトペテルブルクのエルミタージュ美術館、ソウルのサムスン美術館 Leeum、東京の六本木ヒルズ森タワーなど、9か所に展示されている。
1993年のヴェネツィア・ビエンナーレでは、アメリカ館で展示を行った。
1995年､彼女を追ったドキュメンタリー映画も制作されている。
1999年､高松宮殿下記念世界文化賞彫刻部門受賞。
2010年5月31日、心臓発作のためマンハッタンで亡くなった。
彼女の人生を描いた児童書『ルイーズ･ブルジョワ　糸とクモの彫刻家』エイミー・ノヴェスキー 文、イザベル・アルスノー絵、河野万里子訳、(西村書店刊行2018年、ISBN 978-4890139910　)がある。

## ママン以外の作品
- ルイーズ・ブルジョワの作品リスト（英語版）
  - スパイダー（英語版）
  - Father and Son（英語版）
  - アイベンチI、II、III（英語版）
  - ファムメゾン（英語版）
  - スティールネセト・メモリアル（英語版）
  - Cumul I（フランス語版）
  - Precious Liquids（フランス語版）